# Bashar Resan
Bashar Resan (persa: بشار رسن, nascido em 22 de Dezembro 1996, no Bagdá, no Iraque) é um meio-campista do futebol Iraque.